# واين كرو
واين كرو (بالإنجليزية: Wayne Crow)‏ هو لاعب كرة قدم أمريكية أمريكي، ولد في 5 مايو 1938 في كوليدج في الولايات المتحدة.